# Al-Haszr
Al-Haszr (arab. ‏سورة الحشر‎ Sūrat ul-Hašr) – 59. sura Koranu. Jest to sura medyńska. Opisuje wygnanie żydowskiego plemienia Banu Nadir z ich osad przez medyńczyków i stwierdza, że wydarzenie to, choć brutalne, nastąpiło z woli Allaha jako kara za grzechy. Sura stwierdza także, że Szatan nie jest przyczyną grzechów ludzi, ponieważ mają oni wolną wolę:
Podobni są do szatana, który naucza ludzi niedowiarstwa, a skoro go usłuchają, mówi: Nie jestem przyczyną waszego grzechu, boję się Władcy Świata.